# Rowe Bluff
Das Rowe Bluff ist ein 1200 m hohes Kliff an der Bowman-Küste des Grahamlands auf der Antarktischen Halbinsel. Es liegt 8 km nordöstlich des Williamson Bluff am Nordufer des Trail Inlet.
Luftaufnahmen des US-amerikanischen Polarforschers Lincoln Ellsworth vom 21. November 1935 dienten dem US-amerikanischen Kartographen W. L. G. Joerg für eine erste Kartierung. Das Advisory Committee on Antarctic Names benannte sie 1977 nach Lieutenant Commander Gary L. Rowe von der United States Coast Guard, der als Ingenieur auf dem Eisbrecher USCGC Burton Island  während der Operation Deep Freeze des Jahres 1975 tätig war.